# パレストリーナ
パレストリーナ（伊: Palestrina）は、イタリア共和国ラツィオ州ローマ県にある都市であり、人口約22,000人の基礎自治体（コムーネ）。
古代にはプラエネステ（ラテン語: Praeneste）の名で呼ばれたラティウムの都市で、フォルトゥーナの神殿で知られていた。古代ローマ時代には富裕層の避暑地となり、中世には有力貴族であるコロンナ家が拠点とし、17世紀にバルベリーニ家の手に渡った。カトリック教会の司教座が置かれており、大聖堂と神学校がある。

## 地理

### 位置・広がり
ローマの東、ティヴォリの南南東、アペニン山脈の山脚部に位置する。標高は海抜450m。

#### 隣接コムーネ
隣接するコムーネは以下の通り。
- アルテーナ
- カステル・サン・ピエトロ・ロマーノ
- カーヴェ
- ガッリカーノ・ネル・ラーツィオ
- ラビーコ
- ロッカ・ディ・カーヴェ
- ロッカ・プリオーラ
- ローマ
- サン・チェザーレオ
- ヴァルモントーネ
- ザガローロ

### 気候分類・地震分類
パレストリーナにおけるイタリアの気候分類 (it) および度日は、zona E, 2141 GGである。また、イタリアの地震リスク階級 (it) では、zona 2B (sismicità media) に分類される。

## 歴史

### 古代
遺跡からはプラエネステに紀元前8世紀から7世紀にすでに集落が作られていたことが知られている。古代の街があった丘のふもとにある平原に、古代には墓地が設けられていた。おそらくはカルタゴ産であるフェニキア様式の銀杯や金と琥珀による装飾品、エトルリア様式の青銅細工や象牙細工の副葬品が、墓地から出土している。紀元前7世紀から3世紀の間に帰せられる出土品はないが、紀元前250年頃から、独特な作りの墓地が見られるようになる。この墓地からはエトルリア文字の刻まれた手鏡などが出土している。また出土品からはエトルリア人だけでなく、ギリシア人とも交易があったことが伺われる。
プラエネステはおそらくアルバ・ロンガの勢力圏にあり、共和政ローマと同盟関係にあった。紀元前390年、ガリア人との戦争でローマが弱体化すると、プラエネステは同盟を解消し、ローマと敵対するようになった。この敵対関係はラテン戦争で頂点に達した。戦争はローマの勝利に終わり、プラエネステは賠償として領土のいくらかをローマに割譲した。戦後はローマの同盟都市となった。ローマ軍団が駐屯し、またローマから亡命したものがプラエネステに住むことが許された。ローマからの亡命者は富をもたらし、プラエネステの繁栄と成長に寄与した。
ローマ共和政末期、同盟市戦争を経て紀元前90年に、プラエネステに対してローマ市民権が提供された。ローマ内乱では紀元前82年にマリウス・キンナ派の指導者小マリウスが籠城してルキウス・コルネリウス・スッラ配下の将クィントゥス・ルクレティウス・オフェッラに包囲された。その後コッリナ門の戦いでスッラが勝利した事で救援の望みを絶たれた事を知り、小マリウスは自殺した。降伏後、ローマ市民以外の男の捕虜が多数虐殺された上で町も略奪され、プラエネステの陥落を以てマリウスとスッラによって引き起こされた内乱は事実上終結した。おそらくはこの後、プラエネステの街は、より低地に移設され、丘上にあったフォルトゥーナ神殿が移転した後の市街へと拡張された。
丘陵地であるプラエネステには涼しい風が吹くため、帝政期には、ローマに近い避暑地として富裕層に好まれ、多くの別荘が立てられた。カエサル・アウグストゥスが滞在し、ティベリウスはプラエネステで病気療養をした。ハドリアヌスのものとされる別荘の遺跡が、街から1.2kmほど離れた平野上に残っている。小プリニウスやシュンマコスもプラエネステに別荘を持っていた。富裕な滞在者たちが剣闘士試合を催したことが布告から知られる。
古代にプラエネステを有名にしたのは、フォルトゥーナの神殿とそこで与えられる神託である。神託はプラエネステの籤 (sortes praenestinae) と呼ばれていた。遺跡から、神域は紀元前2世紀末にはすでに築かれていたことがわかっている。神殿の前にはクラウディウスが建立したオベリスクが建てられていた。これは現在も残っている。
プラエネステのフォルトゥーナはプリミゲニア（最初にもたらすもの）の名により崇拝された。この女神は赤子ユーピテルとユーノーを膝に抱えて彼らに乳を与える姿や、時に幼子を伴った双子の女神の姿で表された。幼子と結びつけられた女神は既婚の女性たちの支持を集めた。一方で、勝利の女神としてローマの軍人たちからも信仰されていた。神託はキケロの頃、すでに時代遅れと見なされていたが、遺跡から発見された硬貨により、４世紀まではその信仰が継続していたことがわかっている。

### 中世
キリスト教の司教座が初めて文献に触れられるのは313年である。大聖堂は以前の街のバシリカ（集会場）を転用したものであった。
1297年、当時プラエネステ（パレストリーナ）を領有していたコロンナ家がローマ教皇に反乱をおこした。その翌年、教皇軍はパレストリーナを制圧し、街を完全に破壊した。1437年、教皇軍の将軍ヴィッテレスキ枢機卿は、再建されたパレストリーナを占領し、ふたたび完膚なきまでに破壊した。1448年ステファノ・コロンナは街を再建し要塞化した。1630年、街はバルベリーニ家へ売却された。
パレストリーナはルネサンスの大作曲家ジョヴァンニ・ダ・パレストリーナの生地である。

### 現代
現在のパレストリーナは古代のフォルトゥーナ神殿のあった高台に設けられている。

## 文化・観光・施設

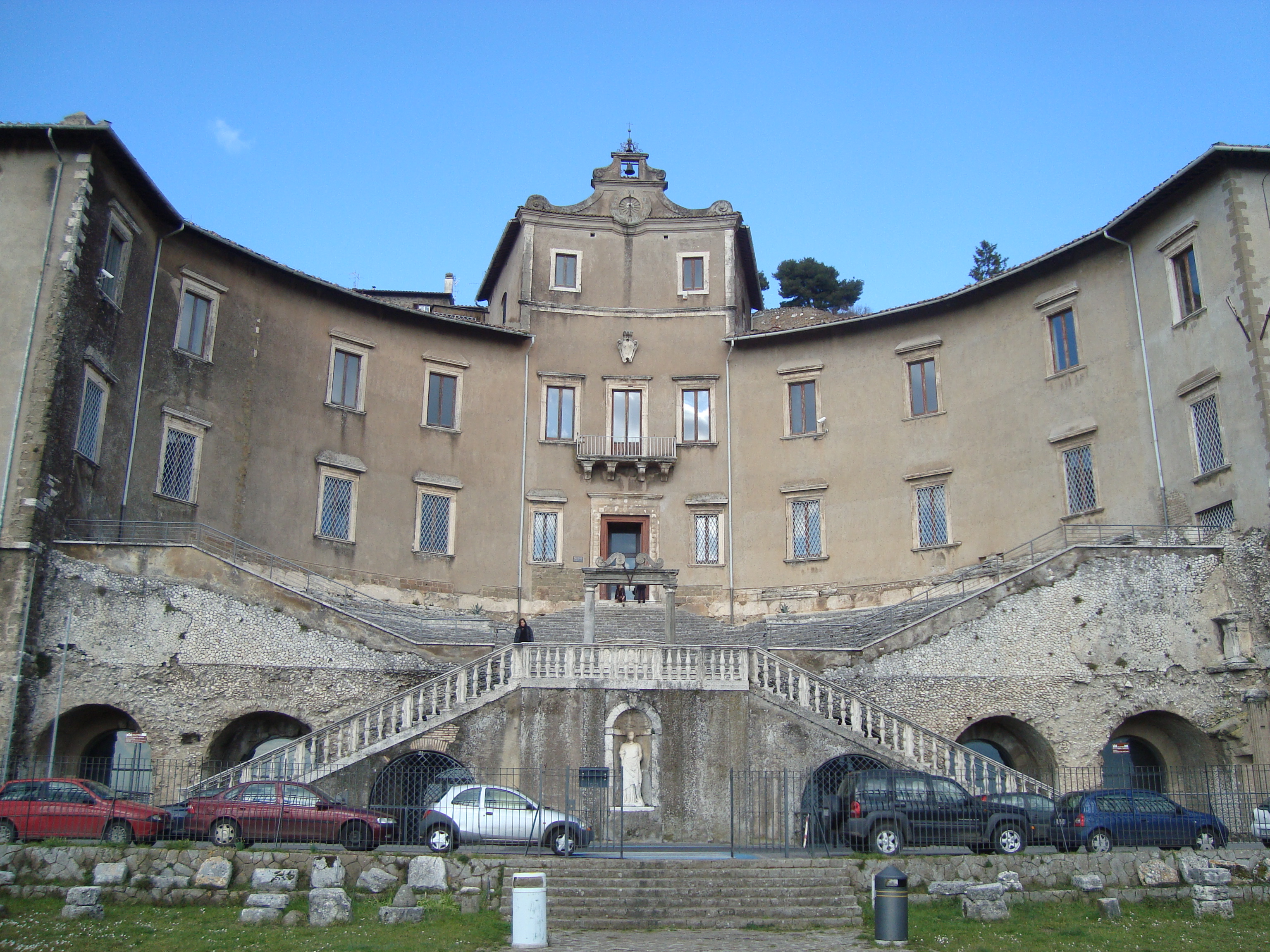
バルベリーニ宮殿

古代にはフォルトゥーナの神殿があり、その一部が遺跡として残っている。モザイクの床が残る（現在はバルベリーニ宮殿中）。古代遺跡は中世に転用されており、アルクス・プラエネスティナは現在カステル・サン・ピエトロとして残っている。1332年にコロンナ家が立てた宮殿と教会は、全面をアラバスターと大理石で覆われた壮麗な建物である。
司教座がおかれ、大聖堂と神学校がある。神学校はバルベリーニ宮殿を使用している。

## 行政

### 山岳部共同体
広域行政組織である山岳部共同体 Comunità montana Castelli Romani e Prenestini  (it) に属する。

## 姉妹都市
- フュッセン、ドイツ - 1972年
- ビエーヴル（フランス語版）、フランス - 2007年

## 人物

### 著名な出身者
- アイリアノス（プラエネステのアエリアヌス） - ローマ時代の著述家。
- ジョヴァンニ・ダ・パレストリーナ - ルネサンス期の作曲家

### ゆかりの人物
- ガイウス・マリウス（小マリウス） - 古代ローマの政治家。当地で自害。
- ダマスス2世 - 11世紀のローマ教皇。当地で死去。
- ウルバヌス8世 - 17世紀のローマ教皇。当地を拠点としたバルベリーニ家出身で、本名はマッフェオ・バルベリーニ。
- マーク・サンドマン（英語版） - 米国のミュージシャン。モーフィンのフロントマン。当地での公演中に死去。